# Grillo Ruidoso

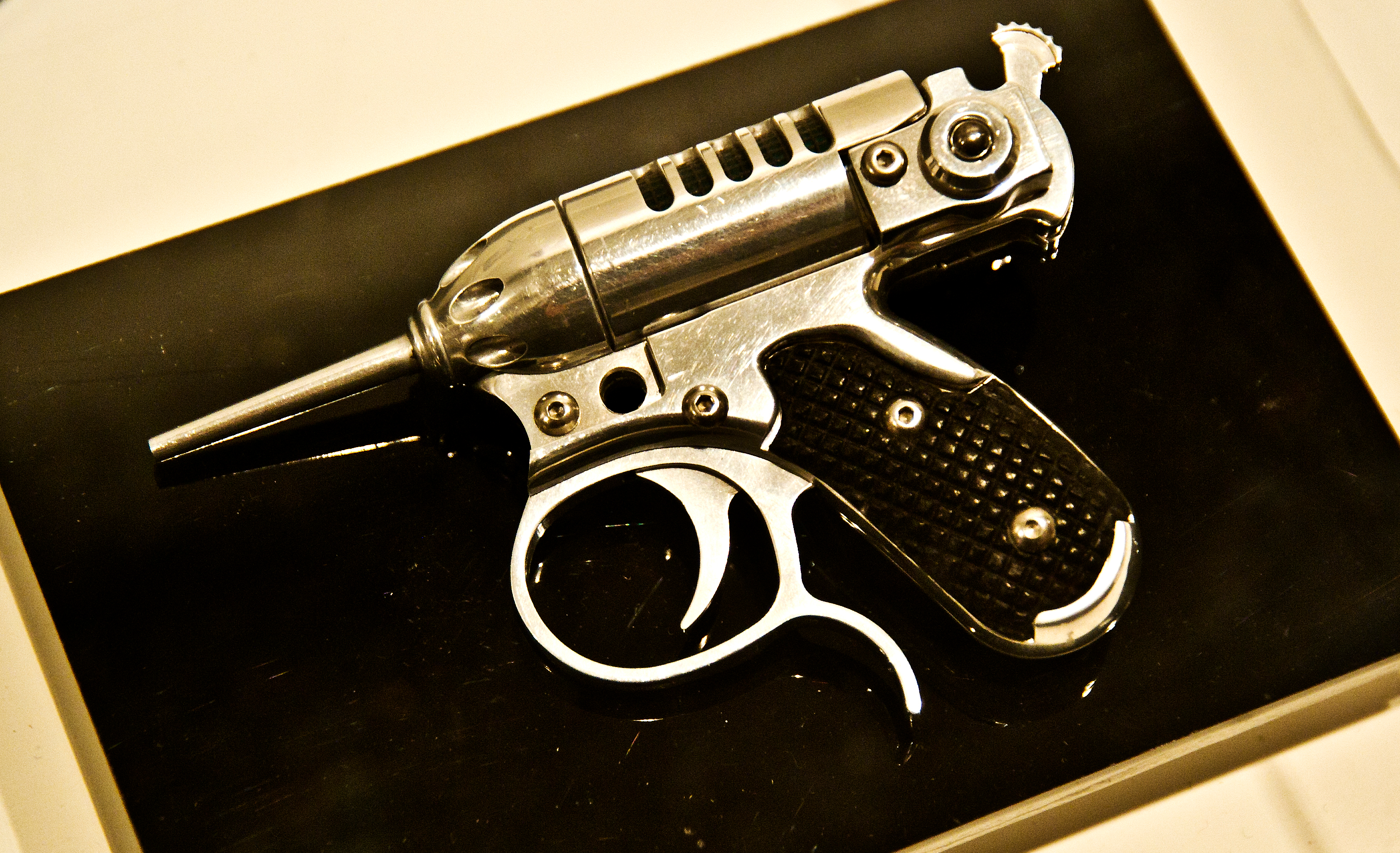
Un Grillo Ruidoso, el arma más característica del agente J

En la franquicia Hombres de negro, un Grillo Ruidoso (Noisy Cricket en inglés) es un arma ficticia y una de las señas de identidad de la saga junto al Agente J (interpretado por Will Smith).

## Descripción
El arma es una pistola de tamaño tan diminuto que puede caber en un puño. Tiene una pequeña empuñadura y un cañón terminado en punta. En el momento del disparo, este produce una fuerte onda de energía que emula el canto de un grillo. A pesar de su pequeño tamaño, dispone de tal potencia que el retroceso del arma lanza al tirador hacia atrás a gran distancia. También se les puede reducir el retroceso montándoles un silenciador, aunque pierde parte de la eficacia.
En el Manual de Reglas de los Agentes del MIB (MIB Agent's Handbook), libro derivado de la franquicia, se explica que los Grillos se les son entregados a los agentes novatos para que los veteranos puedan apostar que tan lejos puede "volar" un novato tal como pudo experimentar el Agente J en la primera película.
El diseño del arma y sus características estuvieron inspiradas en la novela Snow Crash, de Neal Stephenson.

## Películas
El arma apareció en la primera película cuando el Agente K (Tommy Lee Jones) le hace entrega del susodicho artefacto a J, el cual se lleva un desengaño al ver que su superior lleva un arma de gran potencia (Desatomizador-D4) mientras este piensa que el "juguete" se va a romper. Aun así resulta ser más peligrosa de lo que pensaba, puesto que en las dos ocasiones en las que se dispone a disparar sale [literalmente] volando hacia atrás a causa del retroceso: la primera vez impacta de espaldas a una pared y en la segunda se estrella contra la ventana de un taxi, el cual queda destrozado por el impacto.
En la secuela el arma vuelve a escena. En esta ocasión el Agente K fue neuralizado (borrado de memoria) tras dejar la organización por lo que J, para vengarse le hace entrega del Grillo argumentando que fue "su arma favorita" a pesar de no tener ningún recuerdo como agente del MiB, no obstante es capaz de controlarla sin sufrir el efecto de la culata.
En la tercera parte en cambio no se hace mención.

## Serie televisiva
En la adaptación animada a la televisión del film el Grillo reaparece en casi todos los episodios como una de las armas de J (voz de Keith Diamond), sin embargo sigue incapaz de acostumbrarse al retroceso del arma, aunque le instala un silenciador para limitar su potencia.

## MIB: Alien Crisis
Tras el éxito de las dos primeras películas se produjo un videojuego: MiB: Alien Crisis en la que el arma está disponible para el jugador. Al igual que en los filmes, el Grillo Ruidoso dispara las mismas esferas de energía que sirve para aturdir al enemigo. Sin embargo, no tiene la misma potencia que la mostrada en las películas, por lo que el Agente principal puede utilizar el arma sin sufrir el retroceso.

## En la cultura popular
Al igual que en las menciones anteriores, el Grillo Ruidoso reaparece en un segmento especial de Sci-Fi Saved My Life titulado Men in Black, en el que se comentaba las posibilidades de que tal arma pudiera existir realmente. En la película de 1999: Wild Wild West, también protagonizada por Will Smith, este aparece con un arma similar llamada "Palm Gun" (pistola de palma) que con frecuencia los espectadores la confunden con la de las series MiB.
El Grillo Ruidoso ha sido considerado en muchas páginas web como una de las "mejores armas de ciencia ficción de todos los tiempos".